# Teodor Leszetycki
 (avril 2024).
Si vous disposez d'ouvrages ou d'articles de référence ou si vous connaissez des sites web de qualité traitant du thème abordé ici, merci de compléter l'article en donnant les références utiles à sa vérifiabilité et en les liant à la section « Notes et références ».
Teodor Leszetycki (ou Theodor Leschetizky), né le 22 juin 1830 à Łańcut dans l'actuelle Pologne (mais alors dans l'Empire austro-hongrois), mort le 14 novembre 1915 à Dresde, est un pianiste, pédagogue et compositeur polonais.

## Biographie
Né dans une famille de professeurs, Leszetycki aborde la musique avec son père, maître de musique de la famille Potocki à Łańcut. Il débute comme pianiste à l’âge de neuf ans à Lemberg (actuellement Lviv). Il joue le Concertino de Carl Czerny avec orchestre sous la direction de Franz Xaver Wolfgang Mozart.
Quelques années plus tard, sa famille déménage à Vienne où Leszetycki fait ses études avec Czerny et apprend la composition avec Simon Sechter. Dès 1842, il se présente souvent comme soliste et apprend parallèlement le droit.
En 1852, il part pour Saint-Pétersbourg où ses concerts ont du succès et où il est bientôt invité à se produire devant le tsar. Il reste à Saint-Pétersbourg pendant 25 ans. À la suite de l’ouverture du Conservatoire de Saint-Pétersbourg en 1862, le directeur du conservatoire, qui est aussi son ami, Anton Rubinstein, lui propose le poste de directeur des études de piano.
Leszetycki quitte la Russie en 1878 et s’installe à Vienne où il donne des cours privés. L’une de ses élèves les plus connues à cette époque est Anna Esipova, avec laquelle il se marie en 1880 et divorce en 1892. Ignacy Jan Paderewski, qui devient élève de Leszetycki dans les années 1880, le rend célèbre dans le monde entier.
Il effectue des tournées de concerts en Russie, en Pologne et en Allemagne, tant comme pianiste que comme chef d’orchestre. Il donne son dernier concert en 1887, mais continue à enseigner jusqu’à sa mort.
Dans les années 1890, il loue pendant quelque temps un appartement au troisième étage de Karl-Ludwig-Strasse à Vienne pour aider son ami le compositeur de ballets Léon Minkus qui vit dans l'indigence. 
Leszetycki fut surtout réputé comme professeur de piano. Il a formé plus de mille pianistes, dont plusieurs se présentent aux concerts avec de grands succès presque jusqu’à la fin du XXe siècle. Les plus célèbres d’entre eux sont Paderewski, Artur Schnabel, Vassili Safonov, Benno Moiseiwitsch, Elly Ney, Ossip Gabrilovich, Mieczysław Horszowski, Alexander Brailowsky, Severin Eisenberger, Igraz Friedman et plusieurs autres.

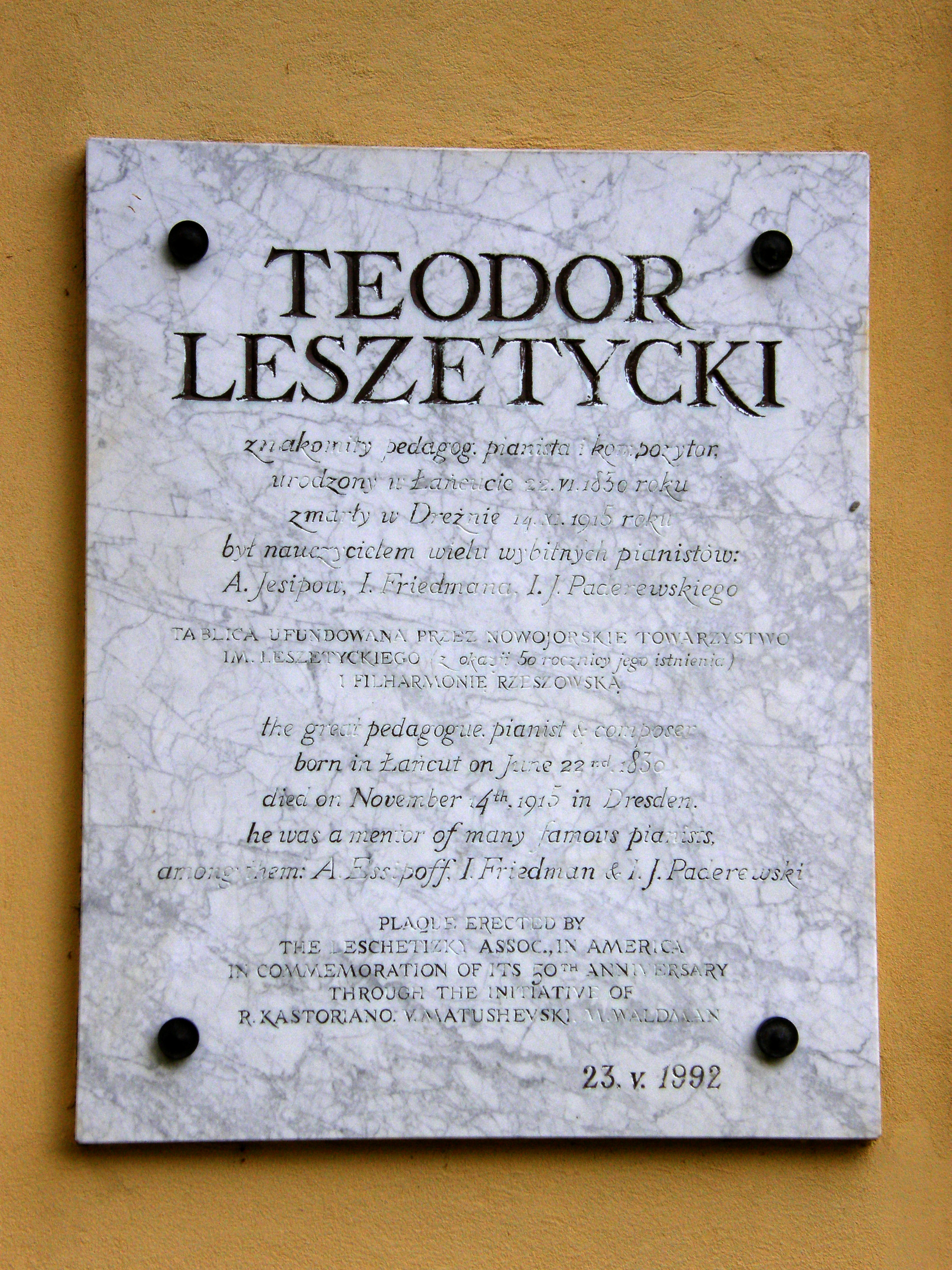
Plaque en mémoire de Teodor Leszeticki.

George Bernard Shaw fait allusion au maître à l'occasion d'un concert de Paderewski : 

« Par tempérament, je ne suis pas porté à admirer le style de Paderewski. Il me semble que son maître, Leszetycki, a fait plus que tout autre grand professeur en Europe pour déshumaniser l'art du piano. Lorsque j'entends des pianistes dont on a  transformé les doigts en marteaux d'acier et qui, délibérément, assassinent Beethoven en y introduisant toutes sortes d’accelerandos et de crescendos dans les passages les plus nobles et les plus réguliers, j'en déduis aussitôt, sans chercher plus loin, que ce sont des élèves de Leszetycki. »

Son répertoire comporte des œuvres de Ludwig van Beethoven, Frédéric Chopin, Robert Schumann et Franz Schubert. Il a composé un concerto pour piano, un opéra et plusieurs pièces pour piano.

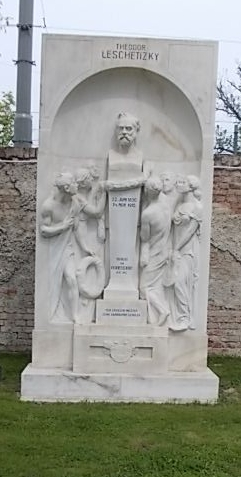
Stèle de Teodor Leschetizki.